# Projekt 1826
Projekt 1826 (russisch Большие разведывательные корабли проекта 1826, deutsche Transkription Bolschije raswedywatelnyje korabli projekta 1826, auf Deutsch: Große Aufklärungsschiffe des Projekts 1826; NATO-Bezeichnung: Balzam-Klasse oder Lira-Klasse) ist eine Klasse von Aufklärungsschiffen der sowjetischen- und später der russischen Seestreitkräfte, die in den 1980er-Jahren gebaut wurden.

## Geschichte
Die Aufklärungsschiffe des Projekts 1826 waren die ersten Schiffe der Sowjetischen Marine, die speziell für die Sammlung und Verarbeitung von Aufklärungsdaten gebaut wurden.
Vier solcher Schiffe wurden auf der Ostseewerft Jantar in Kaliningrad gebaut und bei der Nordflotte und Pazifikflotte eingesetzt. Zu Beginn des 21. Jahrhunderts waren nur noch zwei Einheiten bei der russischen Marine in Betrieb.
Die Schiffe haben eine Länge von 105 Metern und wurden für längere Überwachungsmissionen auf hoher See konzipiert.
Zahlreiche Antennen fingen Funksignale ab, die an Bord von der Besatzung verarbeitet und analysiert werden. Die verarbeiteten Daten werden verschlüsselt und dann über zwei Parabolantennen, die sich in den beiden charakteristischen Radomen befinden, an Landstationen oder an die Flaggschiffe einer Einsatzgruppe weitergeleitet. Die Schiffe dieser Klasse waren die ersten Einheiten, die mit zwei Strela-2MF-Vierfachstartern (NATO-Codename: SA-N-5 "Grail") und einer sechsläufigen 30-mm-AK-630-Nahbereichsverteidigungswaffe ausgestattet wurden.
Um Interferenzen mit der empfindlichen Überwachungselektronik zu vermeiden, wurde kein Waffenleitradar installiert. Die Zielerfassung erfolgte ausschließlich mit einem optischen Visier.
Schiffe des Projekts 1826 wurden intensiv in den 1980er- und frühen 1990er-Jahren eingesetzt. Sie überwachten die Aktivitäten von NATO-Schiffen bei Manövern im Nordatlantik oder begleiteten Flugzeugträgerkampfgruppen der US Navy. Im Jahr 2022 sollen noch die Schiffe Pribaltika und Belomorje in der russischen Marine im Dienst stehen.

## Einheiten
Quelle
| Schiffskennung und Name | Schiffskennung und Name | Bauwerft                        | Werftnummer | Kiellegung | Stapellauf | Indienststellung | Flotte        | Status                                   |
| ----------------------- | ----------------------- | ------------------------------- | ----------- | ---------- | ---------- | ---------------- | ------------- | ---------------------------------------- |
| 516                     | Lira                    | Ostseewerft Jantar, Kaliningrad | 310         | 1976       | ?          | 9. Februar 1980  | Nordflotte    | Außerdienststellung am 8. September 1997 |
| 493                     | Asija                   | Ostseewerft Jantar, Kaliningrad | 311         | ?          | ?          | 13. Februar 1981 | Pazifikflotte | Außerdienststellung am 30. Mai 1998      |
| 80                      | Pribaltika              | Ostseewerft Jantar, Kaliningrad | 312         | ?          | ?          | 28. Juli 1984    | Pazifikflotte | im Dienst                                |
| 463                     | Belomorje               | Ostseewerft Jantar, Kaliningrad | 313         | ?          | ?          | 7. Februar 1987  | Nordflotte    | im Dienst                                |